# سیگما
سیگما (بزرگ: Σ، کوچک: σ؛ یونانی Σιγμα؛ در حالت کوچک و انتهای کلمات به شکل ς در می‌آید) هجدهمین حرف الفبای یونانی است و صدایی همچون «س» دارد و در دستگاه شمارش یونانی مقدار ۲۰۰ دارد. و هنگامی که در انتهای کلمه قرار می‌گیرد، شکل متفاوت ς را به خود می‌گیرد؛ مثلاً: Ὀδυσσεύς (ادیسیس).
حالت بزرگ آن بعداً در زبان لاتین به حرف «اش» تبدیل شده‌است. (کوچک: ʃ).

## علم و ریاضیات
حالت بزرگ آن(Σ) به عنوان نماد در موارد زیر به کار می‌رود:
- عملگر جمع
- یک گروه از باریونها در ذرات بنیادی
- مقطع ماکروسکوپی در فیزیک هسته ای و ذرات

حالت کوچک آن(σ) به عنوان نماد در موارد زیر به کار می‌رود:
- پیوند سیگما در شیمی
- گیرنده سیگما
- صفحه تقارن سیگما در شیمی (شامل صفحات افقی، عمودی و قطری یا دو وجهی)
- انحراف معیار در آمار
- چگالی سطحی بار الکتریکی و چگالی سطحی جرم

| الفبای یونانی | الفبای یونانی | الفبای یونانی | الفبای یونانی | الفبای یونانی | الفبای یونانی | الفبای یونانی | الفبای یونانی | الفبای یونانی | الفبای یونانی | الفبای یونانی | الفبای یونانی | الفبای یونانی | الفبای یونانی | الفبای یونانی | الفبای یونانی | الفبای یونانی | الفبای یونانی | الفبای یونانی | الفبای یونانی | الفبای یونانی | الفبای یونانی | الفبای یونانی | الفبای یونانی |
| ------------- | ------------- | ------------- | ------------- | ------------- | ------------- | ------------- | ------------- | ------------- | ------------- | ------------- | ------------- | ------------- | ------------- | ------------- | ------------- | ------------- | ------------- | ------------- | ------------- | ------------- | ------------- | ------------- | ------------- |
| Αα            | Ββ            | Γγ            | Δδ            | Εε            | Ζζ            | Ηη            | Θθ            | Ιι            | Κκ            | Λλ            | Μμ            | Νν            | Ξξ            | Οο            | Ππ            | Ρρ            | Σσς           | Ττ            | Υυ            | Φφ            | Χχ            | Ψψ            | Ωω            |
|               |               |               |               |               |               |               | Ϝϝ*           | Ϛϛ*           | Ͱͱ*           | Ϻϻ*           | Ϙϙ*           | Ϟϟ*           | Ͳͳ*           | Ϡϡ*           | Ϸϸ*           |               |               |               |               |               |               |               |               |